# Vocalise (Rachmaninov)

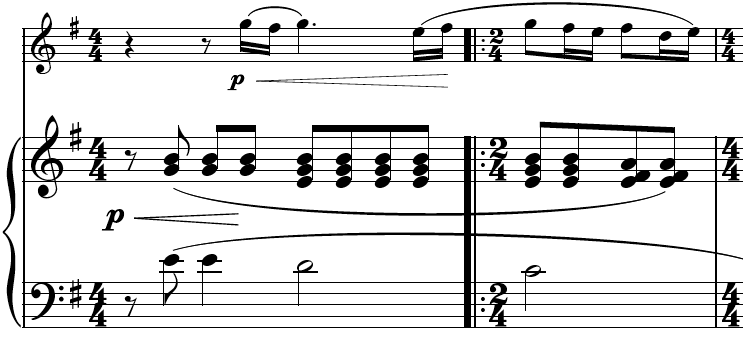
Inizio della partitura

Vocalise è una composizione per voce e pianoforte di Sergej Rachmaninov, composto il 19 giugno 1912 (e rivisto nel 1915) e pubblicato dall'editore A. Gutheil, Mosca, nel 1912, come ultima delle sue Quattordici romanze, op. 34. Scritto per voce acuta (soprano o tenore) con accompagnamento di pianoforte, non contiene parole, ma è cantato usando una vocale qualsiasi a scelta del cantante (vedi anche vocalizzi). La composizione era stata dedicata alla soprano Antonina Neždanova.

## Storia
Il titolo Vocalise è stato utilizzato dall'autore, perché la sua linea del canto è esattamente questo, un esteso vocalizzo da eseguirsi su una vocale a scelta dell’interprete.. 
La prima di Vocalise ebbe luogo a Mosca il 25 gennaio 1916, nella versione di Rachmaninoff per voce e orchestra, non per pianoforte. 
Ciò risulta dalle memorie di Nezdanova. Serge Koussevitzky, direttore d'orchestra di questo primo concerto, come ha accertato il musicologo russo Victor Yuzefovich nella sua fondamentale opera, Vocalise era già presentato in anteprima in una rappresentazione del dicembre 1915 a Mosca. Lo stesso Koussevitzky, che era anche un virtuoso del contrabbasso, la suonò in un arrangiamento strumentale per contrabbasso e orchestra..

## Registro vocale
Sebbene la pubblicazione originale stabilisca che la canzone possa essere cantata sia da una voce di soprano che di tenore, viene solitamente eseguita da un soprano. A volte viene trasposta in una varietà di altre chiavi, consentendo agli artisti di scegliere un registro vocale più consono alla propria voce naturale, in modo che artisti che potrebbero non avere la gamma acuta come quella di un soprano possano comunque eseguire la canzone.

## Arrangiamenti
Vocalise op. 34, n. 14 è stato arrangiato per diverse combinazioni di strumenti. Alcuni esempi sono:

### Per/con orchestra
- per orchestra, arrangiamento dello stesso Rachmaninov, anche con Morton Gould, Kurt Sanderling
- per soprano e orchestra, anche dello stesso Rachmaninov
- per coro e orchestra, arrangiamento di Norman Luboff
- per flauto e orchestra, arrangiamento di Charles Gerhardt

### Per gruppo da camera
- per trio per piano (violino, violoncello e piano), arrangiamento di Eroica Trio
- per trio per piano (soprano, oboe e piano), arrangiamento di Andrew Bayles
- per jazz band, arrangiamento di Don Sebesky

### Per strumento solista e piano
- per flauto contralto e piano, arrangiamento di James Guthrie
- per clarinetto e piano, arrangiamento di Stanley Drucker
- per tromba e piano, arrangiamento di Romain Leleu
- per trombone e piano, arrangiamento di Christian Lindberg
- per euphonium e piano, arrangiamento di Steven Mead
- per violino e piano, arrangiamento di Jascha Heifetz
- per violino e piano, arrangiamento di Karl Gutheil
- per viola e piano, arrangiamento di Leonard Davis, violista inglese
- per viola e piano, arrangiamento di Paul Silverthorne
- per violoncello e piano, arrangiamento di Anatolij Brandukov
- per violoncello e piano, arrangiamento di Jascha Heifetz e Mstislav Rostropovič
- per violoncello e piano, arrangiamento di Raphael Wallfisch
- per contrabbasso e piano, arrangiamento di Stuart Sankey
- per contrabbasso e piano, arrangiamento di Oscar G. Zimmerman (in re minore)
- per sassofono e piano, arrangiamento di John Harle
- per corno e piano, trascritto da Himie Voxman
- per fagotto e piano, arrangiamento di Leonard Sharrow (in do minore)
- per theremin e piano, arrangiamento di Clara Rockmore
- per flauto e piano, arrangiamento di Robert Stallman

### Per strumento solista
- per piano solista, molti arrangiamenti, compresi quelli di Aleksandr Ziloti, Alan Richardson (1951), Zoltán Kocsis, Earl Wild, Sergio Fiorentino
- per organo, arrangiamento di Cameron Carpenter
- per organo, arrangiamento di Gabriele Studer
- per contrabbasso, arrangiamento di Gary Karr
- per chitarra, arrangiamento di Slash
- per sassofono, arrangiamento di Larry Teal
- per theremin, arrangiamento di Thorwald Jørgensen[5]
- per tromba, arrangiamento di Rolf Smedvig

### Altro
- per due piani, arrangiamento di Vitya Vronsky
- per strumenti elettronici, arrangiamento di Isao Tomita
- per violoncello con voce, arrangiamento di Bobby McFerrin e Yo-Yo Ma

## Opere derivate
La canzone Happiness Is an Option dei Pet Shop Boys nel loro album del 1999 Nightlife incorpora una grande parte della melodia di Vocalizzo in ogni verso, eseguita su oboe come materiale di base sotto il testo parlato.